# Vonlenska
Il vonlenska è una lingua artificiale creata dal gruppo musicale islandese Sigur Rós, in particolare dal cantante Jón Þór Birgisson. Questo idioma è noto anche con il termine tradotto in inglese hopelandic. Letteralmente, in lingua italiana, esso diventerebbe speranzese, ossia "lingua della speranza".
Questo nome deriva infatti dal termine islandese "Von" (speranza); la canzone così intitolata, contenuta nell'omonimo album, è stata la prima ad essere cantata in vonlenska.
Il vonlenska non è una lingua vera e propria, poiché non ha né una grammatica né un vocabolario, ma consiste di sillabe radicalmente inventate, senza un significato preciso. 
Il cantante del gruppo la utilizza principalmente per far sì che anche la voce diventi uno strumento musicale, che possa esprimere, con i soli suoni, concetti ed emozioni non ugualmente esemplificabili con parole. 
Le sillabe vengono scelte, quindi, sulla base della loro musicalità e la capacità di incastrarsi nella melodia e renderla godibile, e non allo scopo di formare un testo di senso compiuto. La maggior parte di esse sono ripetute più volte all'interno di un medesimo brano, ma anche riprese e riutilizzate in diversi brani, come accade ad esempio per l'album ( ), interamente cantato in vonlenska. Là dove il vonlenska non è utilizzato, i testi dei brani sono scritti nella lingua madre del gruppo, ossia l'islandese e, talvolta, in inglese.

## Canzoni cantate in Vonlenska
- Da Von:
  - Von
- Da Ágætis byrjun:
  - Olsen Olsen
- Da ( ):
  - Tutte le otto canzoni
- Da Takk...:
  - Hoppípolla (in parte)
  - Sé lest
  - Sæglópur (in parte)
  - Mílanó
  - Gong
  - Andvari
- Da Hvarf
  - Salka
  - Hljómalind
  - Í Gær
  - Von
  - Hafsól (a metà e verso la fine)
- Da Heim
  - Vaka
  - Ágætis byrjun (verso la fine)
  - Von
- Da Með suð í eyrum við spilum endalaust:
  - Festival
  - Ára bátur (dopo la frase in islandese «Ég fór, þú fórst» più l'intera seconda metà)
  - Fljótavik (verso la fine)
  - All Alright (verso la fine)
- Altre canzoni
  - Fönklagið
  - Gítardjamm
  - Nýja Lagið
  - Heima (nella versione in DVD)